# Volkswagen Scirocco (1974)
Volkswagen Scirocco – samochód osobowy typu sportowe coupe produkowane przez niemiecką markę Volkswagen w latach 1974–1992.

## Pierwsza generacja

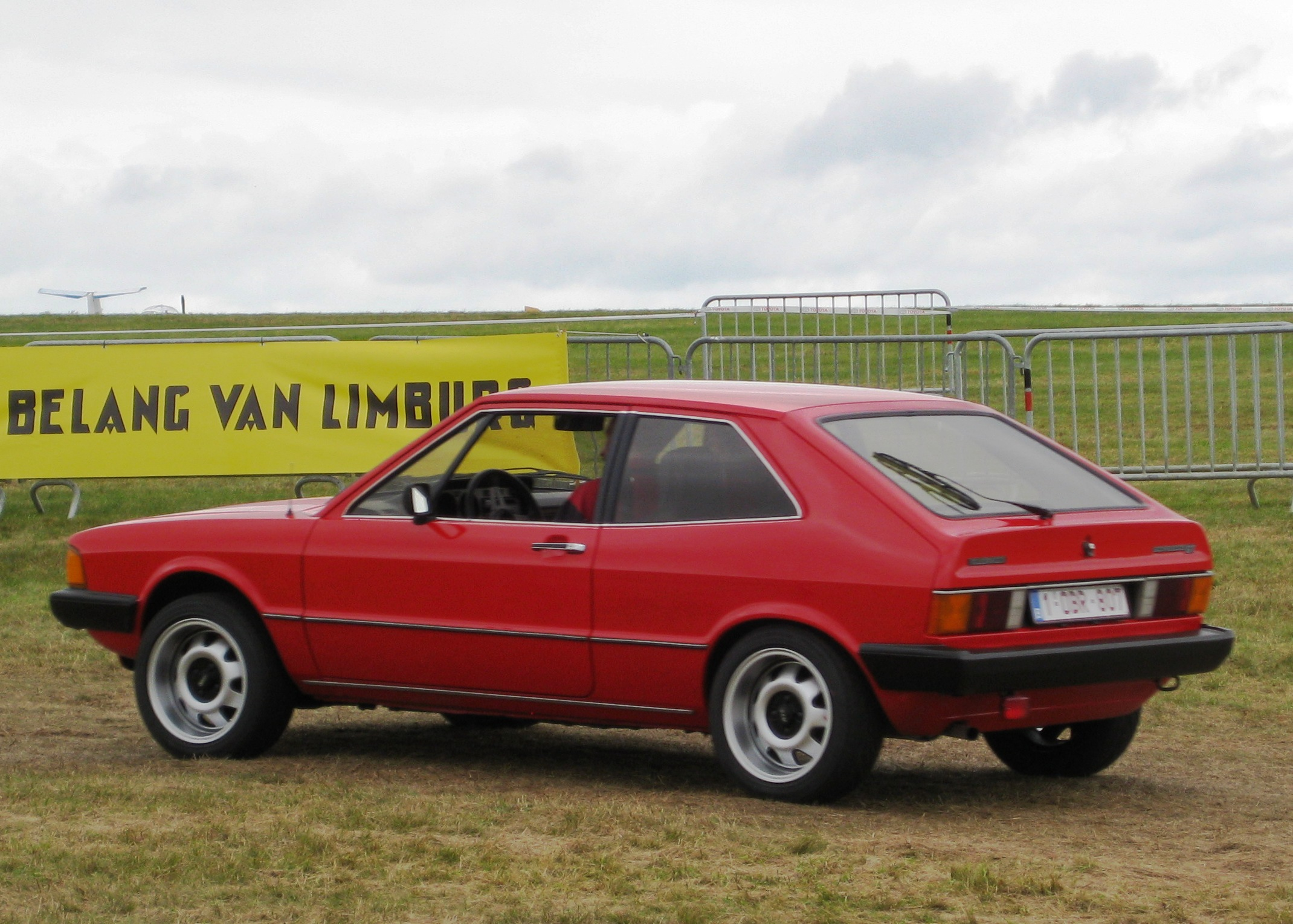
Volkswagen Scirocco I - tył

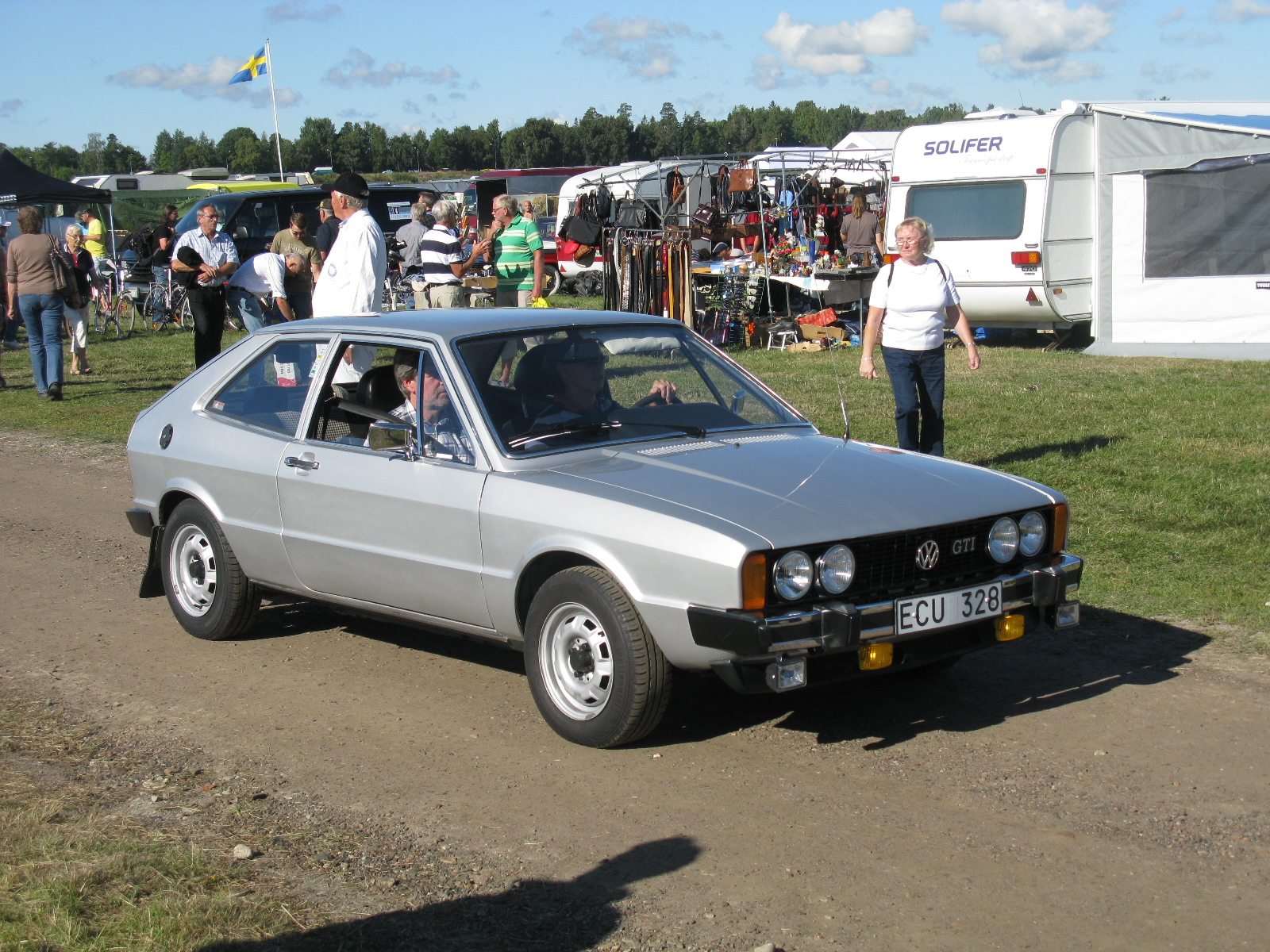
Volkswagen Scirocco I GTI

Volkswagen Scirocco I został po raz pierwszy oficjalnie zaprezentowany podczas targów motoryzacyjnych w Genewie w 1974 roku.
Nazwa Scirocco zaczerpnięta została od nazwy wiatru śródziemnomorskiego Sirocco, zgodnie z filozofią marki nazywania modeli od nazw wiatrów.
Premiera pojazdu początkowo planowana była przez szefów koncernu wraz z debiutem kompaktowego Golfa. Zadaniem Scirocco było uzupełnienie luki, która powstała po wycofania z produkcji sportowego modelu Karmann Ghia. Oba pojazdy zbudowane zostały na wspólnej płycie podłogowej oraz przy wykorzystaniu wspólnych podzespołów. W przeciwieństwie do Golfa auto otrzymało sportową sylwetkę w 3-drzwiowym nadwoziu typu coupé, które podobnie jak Golf zaprojektował Giorgetto Giugiaro.
Pierwsza oficjalna prezentacja pojazdu miała miejsce na początku 1974 roku w Wolfsburgu. W marcu tego samego roku auto zaprezentowano w Genewie. Początkowo pojazd wyposażony był wyłącznie w benzynowy silnik o pojemności 1.5 l i mocy 85 KM. Następnie wprowadzony został oferowany wyłącznie w Europie silnik o pojemności 1.1 l i mocy 50 KM.
W sierpniu 1975 roku silnik 1.5 zastąpiony został większym silnikiem 1.6 o mocy 75 KM, a rok później wprowadzona została wersja GTI dysponująca mocą 110 KM, którą osiągnięto dzięki zastosowaniu systemu wtrysku K-Jetronic firmy Bosch. W 1978 roku przestylizowana została delikatnie karoseria pojazdu, usprawnione zostało łożyskowanie silnika i przekładnia kierownicza. W 1979 roku wprowadzony został silnik o pojemności 1.3 l i mocy 60 KM.
Wyprodukowano łącznie 504 153 egzemplarzy pojazdu.

### Wersje wyposażeniowe
- TS
- GLI
- GLS
- GTI
- Cosmos 3

W zależności od rocznika produkcji i wersji pojazdu auto wyposażone mogło być m.in. w ogrzewanie tylnej szyby, fotele z regulacją pochylenia oparcia, podwójne halogenowe reflektory przednie, obrotomierz, skórzaną kierownicę oraz wielowarstwową przednią szybę.

### Silniki
| 1.1     | 1093 | R4 | 50/6000  | 79/3000  | 16   | 144 |
| 1.3     | 1272 | R4 | 60/5600  | 93/3400  | 14,8 | 156 |
| 1.5 70  | 1471 | R4 | 70/5800  | 112/3000 | 12,5 | 164 |
| 1.5 85  | 1471 | R4 | 85/5800  | 121/3200 | 11   | 175 |
| 1.6 75  | 1588 | R4 | 75/5800  | 117/3200 | 11,6 | 165 |
| 1.6 85  | 1588 | R4 | 85/5800  | 122/3200 | 11,3 | 170 |
| 1.6 GTI | 1588 | R4 | 110/6100 | 140/5000 | 8,8  | 185 |

## Druga generacja

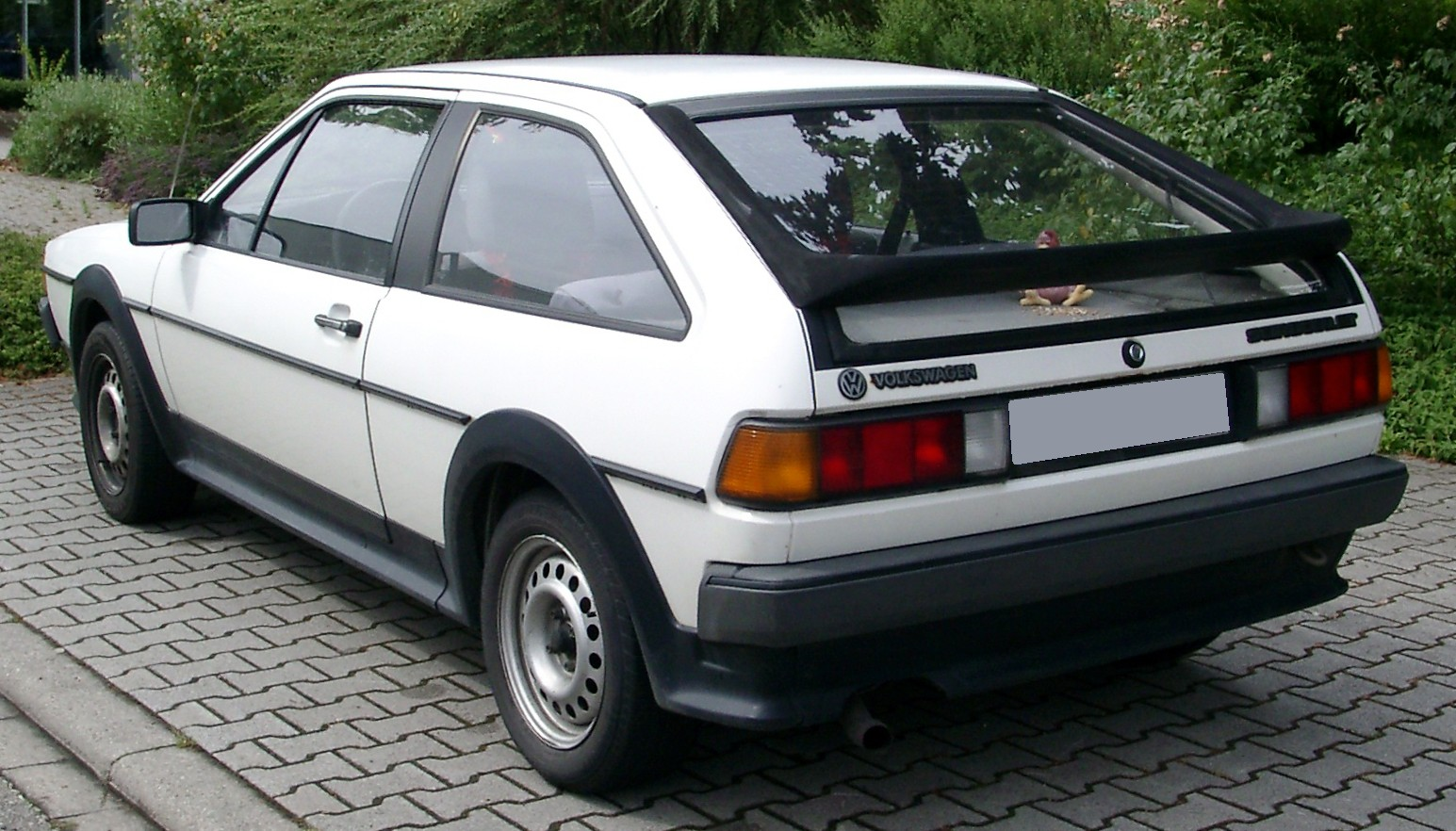
Volkswagen Scirocco II - tył

Volkswagen Scirocco II został po raz pierwszy oficjalnie zaprezentowany podczas targów motoryzacyjnych w Genewie w marcu 1981 roku.
Prace nad pojazdem rozpoczęto w 1976 roku. Pierwsza prezentacja pojazdu miała miejsce w 1981 roku w Nicei, zaś tydzień później auto zaprezentowano podczas targów motoryzacyjnych w Genewie. W stosunku do pierwszej generacji pojazdu auto zostało dopracowane pod względem aerodynamicznym, zmienione zostały reflektory, deska rozdzielcza, zrezygnowano z tylnych bocznych szyb zwężających się ku górze, poszerzone zostały boczne słupki i zwężone tylne, zmniejszony został prześwit oraz zastosowany tylny spojler, a także zwiększona została długość pojazdu.
W sierpniu 1982 roku wprowadzono silnik benzynowy o pojemności 1.8 l i mocy 112 KM, zaś trzy lata później gamę jednostek napędowych wzbogacono o szesnastozaworową wersję o mocy 139 KM.
W 1984 roku auto przeszło delikatny lifting, który obejmował usunięcie nazwy modelu z tylnej klapy oraz ulepszenie klimatyzacji. Do listy wyposażenie opcjonalnego pojazdu dodano skórzaną tapicerkę, elektryczne sterowanie szyb i elektryczne sterowanie lusterek.
W 1983 roku Volkswagen wprowadził na rynek amerykański wersję Wolfsburg Edition oraz jubileuszową, limitowaną wersję California Edition z okazji wyprodukowania 600-tysięcznego Scirocco.
W 1988 roku zakończono sprzedaż pojazdu w Stanach Zjednoczonych, a rok później w Kanadzie. Ostatni egzemplarz Scirocco II zszedł z taśmy produkcyjnej 10 września 1992 roku i został oznaczony numerem 291 497.

### Wersje

#### Volkswagen Scirocco II CL - ver. od 1981 roku
Volkswagen Scirocco II CL, określony jako "model wstępny" (ang. entry level), dostępny z silnikami o pojemności 1.3 l (60 KM) oraz 1.5 l (70 KM) był wyposażony w 4-biegową skrzynię biegów, a wersja z silnikiem o pojemności 1.6 l (85 KM) w 4-biegową skrzynię biegów z nadbiegiem ekonomicznym (E). Model CL został zastąpiony w 1985 roku przez model GT.

#### Volkswagen Scirocco II GL - od 1981 roku
Volkswagen Scirocco II GL to luksusowa wersja samochodu produkowana od 1981 roku. Pojazd nie posiadał ospojlerowania, a słupek B był w kolorze nadwozia i nie zawierał oznaczeń modelu. Model ten dostępny był z silnikami o pojemności 1.3, 1.5 oraz 1.6 litra, zasilanymi gaźnikiem. Został on zastąpiony w 1985 roku przez model GTL.

#### Volkswagen Scirocco II GT - od 1985 roku
Volkswagen Scirocco II GT, określany jako "model wstępny" (ang. entry level), to następca modelu CL po jego przeprojektowaniu w 1985 roku.
Początkowo model GT nie był wyposażony w spojlery z wyjątkiem spojlera na tylnej szybie, posiadał natomiast cienkie czarne listwy boczne oraz oklejony czarną okleiną słupek B. Jako standardowe wyposażenie posiadał pojedyncze światła przednie (miejsca na dodatkowe światła przeciwmgielne były zaślepione za pomocą identycznych zaślepek jak w modelu CL), a stalowe 13-calowe felgi stosowane wcześniej w modelu GTS stanowiły standardowe wyposażenie. W 1986 roku model GT uległ zmianie i oprócz dodatkowych reflektorów został wyposażony w pełne spojlery nadwozia (Zender), na tylnej klapie zostaje umieszczony "wysoki" spoiler obejmujący pionowe części klapy.
Wersje silnikowe to 1.6 l oraz (w późniejszej wersji) 1.8 l zasilany gaźnikiem. Również od 1986 roku (po zmianie) produkowana była wersja z silnikiem 16-zaworowym o pojemności 1.8 litra i zasilanym wielopunktowym wtryskiem K-Jetronic, różniła się ona od wersji podstawowej mocą silnika 139 KM (lub 129 KM z katalizatorem) oraz napisami "16V" umieszczonymi na przedniej atrapie słupkach B oraz na tylnej klapie i pokrywie schowka. Model GT został zastąpiony później przez model GT II.

#### Volkswagen Scirocco II GT II
Volkswagen Scirocco II GT II był następcą modelu Scala i zarazem ostatnim produkowanym modelem Scirocco.
Do standardowego wyposażenia modelu GT II należały: lusterka, zderzaki oraz spoilery Zender w kolorze nadwozia, szyberdach, wspomaganie kierownicy, MFA, elektrycznie regulowane reflektory, fotele z regulowaną wysokością siedzeń. Dostępny był w dwóch wersjach silnikowych: z silnikiem JH 1.8 8v 95 KM oraz PL 1.8 16v 129 KM (z katalizatorem). W obydwu przypadkach silniki były zasilane za pomocą wielopunktowego wtrysku KE-Jetronic. Model GT II był produkowany do 1992 roku.

#### Volkswagen Scirocco II GTI - od 1981 do 1983 roku

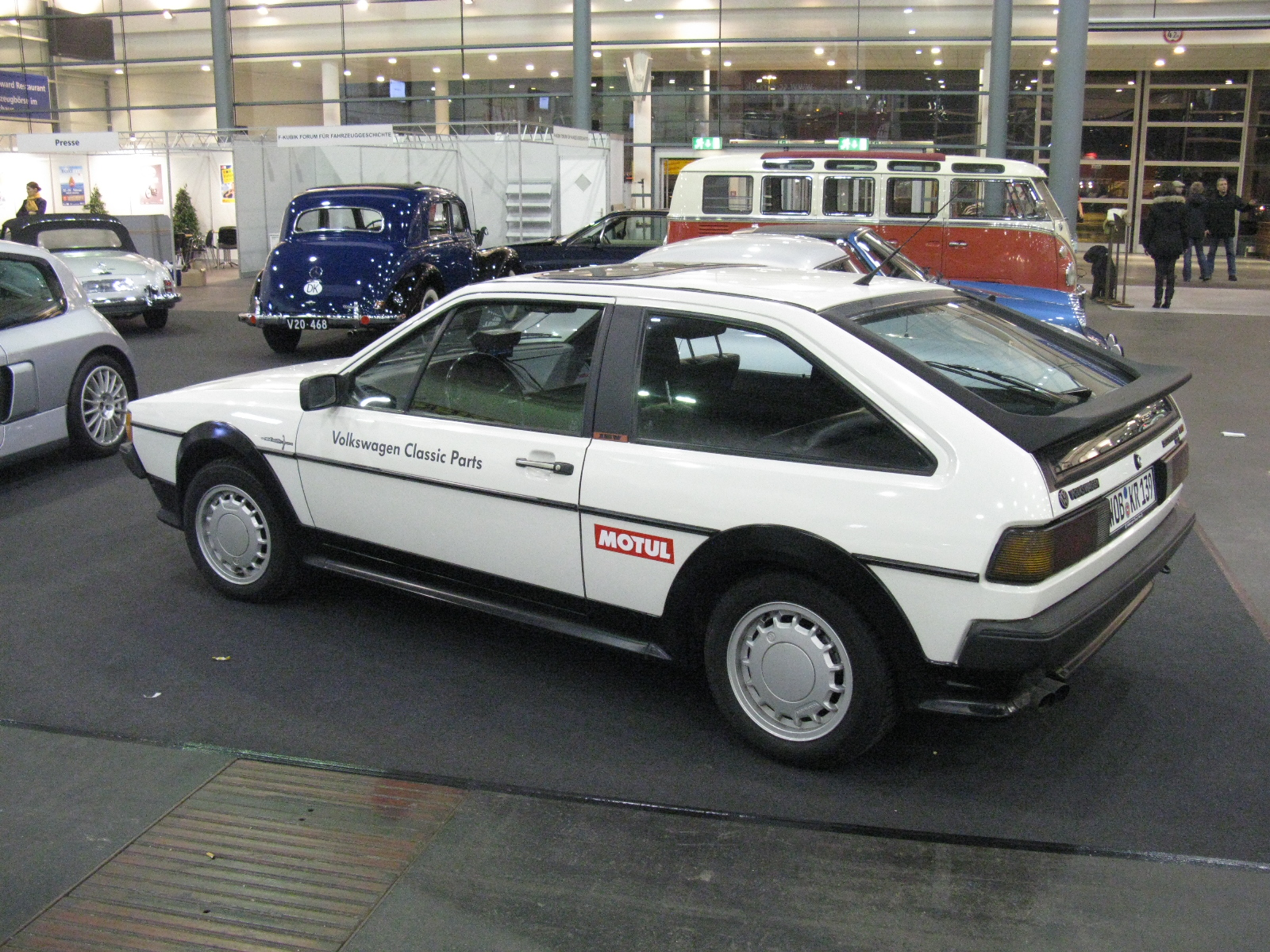
Volkswagen Scirocco II GTI

Volkswagen Scirocco II GTI od prezentacji drugiej generacji Scirocco był najdroższymi i najlepiej wyposażonym modelem dostępnym na rynku.
Aby to podkreślić oznaczenie GTI było widoczne na przedniej maskownicy oraz na słupkach B (słupki te pozostawały w kolorze nadwozia), w pierwszych wersjach samochód był wyposażony w silnik o pojemności 1.6 litra, na wtrysku wielopunktowym (110 KM - K-Jetronic), w później produkowanych został zastąpiony jednostką o pojemności 1.8 litra i mocy 112 KM także na wielopunktowym wtrysku K-Jetronic. Nie był wyposażony w listwy boczne, ale jako jedyny (z wyjątkiem prototypowego BiMoto jego europejska wersja była wyposażona w podwójne przednie światła z wersji amerykańskiej (w początkowych modelach), późniejsze wersje były wyposażone w światła europejskie (światła + reflektory dodatkowe), nadwozie modelu GTI nie było wyposażone w spojlery, a "niski" spojler na tylnej szybie nie osłaniał pionowych elementów tylnej klapy, GTI było wyposażone w jedną wycieraczkę przednią i jedną tylną. Model GTI został zastąpiony pod koniec 1983 roku modelem GTX.

#### Volkswagen Scirocco II GTL
Volkswagen Scirocco II GTL to luksusowa wersja samochodu produkowana od 1985 roku, następca modelu GL, w standardowym wyposażeniu posiadająca aluminiowe felgi, chromowane listwy w zderzakach, rynienkach dachowych, cienkie listwy boczne, podwójne światła przednie, nie był wyposażony jednak w spojlery nadwozia oraz wyposażony był w "niski" spoiler na tylnej szybie nie osłaniający pionowych elementów klapy tylnej, dostępny był z silnikami 1.6 zasilanym gaźnikiem. Słupek B był w kolorze nadwozia i posiadał oznaczenia modelu.

#### Volkswagen Scirocco II GTS

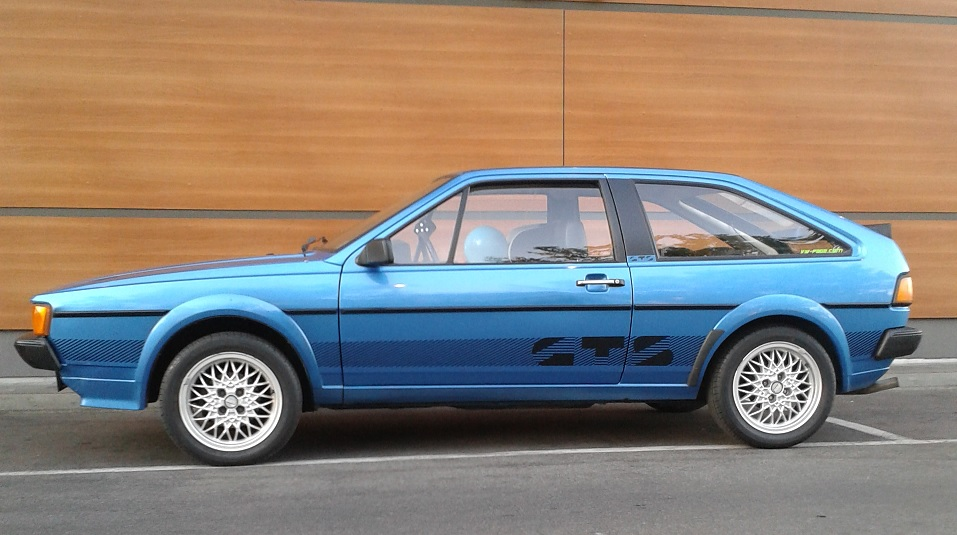
Volkswagen Scirocco II GTS - bok

Volkswagen Scirocco II GTS to model rozpoznawalny po napisach GTS po obu stronach nadwozia oraz na słupkach B. Dostępny był w czterech kolorach: "Comet blue", "Diamond dilver", "Cosmos metalic" i "Papyrus Green metalic". Samochód wyposażony był w pojedyncze reflektory, zaś miejsce dodatkowych reflektorów przeciwmgielnych zajmowały zaślepki o identycznej fakturze jak maskownica chłodnicy. Nie posiadał ospojlerowania nadwozia (z wyjątkiem "niskiego" spojlera na tylnej szybie) i dostępny był w dwóch odmianach silnikowych o pojemności: 1.6 litra, zasilanym gaźnikiem oraz 1.8 litra, zasilanym wielopunktowym wtryskiem K-Jetronic.
W wersji dla Wielkiej Brytanii dostępny był od 1985 roku ze spoilerami w kolorze czarnym oraz z silnikiem o pojemności 1.8 litra, zasilanym gaźnikiem.

#### Volkswagen Scirocco II GTX - ver. od 1984 roku

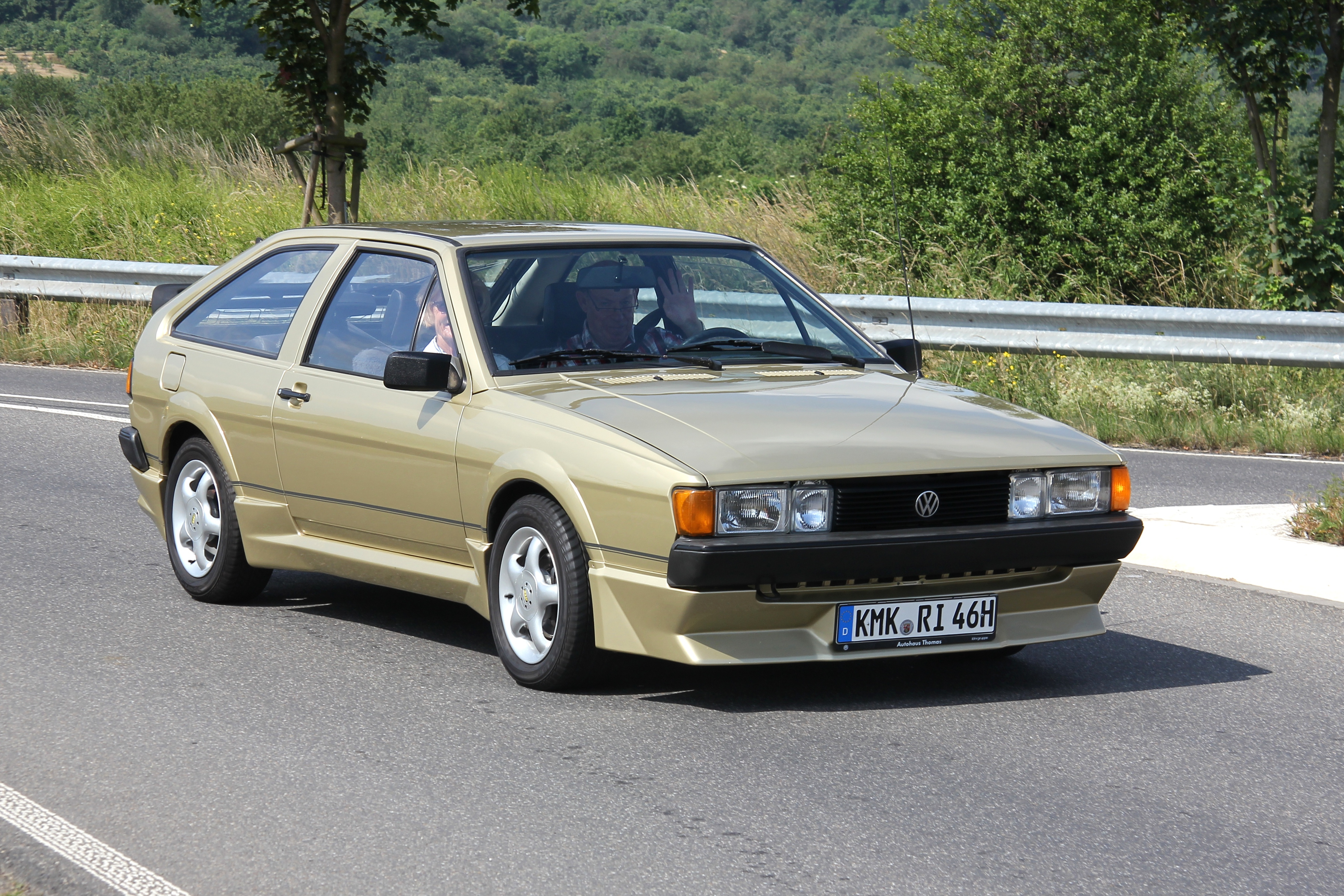
Volkswagen Scirocco II GTX

Volkswagen Scirocco II GTX został wprowadzony w 1984 roku jako następca modelu GTI. Samochód został wyposażony w silnik 1.8 "DX" na wielopunktowym wtrysku, Do stylizacji nadwozia wykorzystano początkowo zestaw spojlerów Kamei X1 z wysokim (osłaniającym pionowe elementy klapy) spoilerem na tylnej szybie, 14-calowe felgi "Avus".
Późniejsze modele wyposażano w spoilery Zender lakierowane w kolorze nadwozia oraz "niski" tylny spoiler. W ostatnich modelach powrócono do "wysokiego" spojlera na tylnej szybie, oraz wykorzystano felgi "Le Castellet". Również w drugim etapie produkcji modelu GTX, produkowana była wersja z silnikiem 16-zaworowym o pojemności 1.8 l i zasilanym wielopunktowym wtryskiem K-Jetronic, różniła się ona od wersji podstawowej mocą silnika 139 KM (lub 129 KM z katalizatorem) oraz napisami "16v" umieszczonymi na przedniej atrapie słupkach B oraz na tylnej klapie i pokrywie schowka. W późniejszym czasie model GTX został zastąpiony modelem Scala.

#### Volkswagen Scirocco II BiMoto
Volkswagen Motorsport (twórca VW Scirocco 360/4 i 280/4) zostało powołane do życia celem stworzenia konkurencji dla działu Audi (z jego modelem Quattro) zajmującego się sportem motorowym. W 1981 roku po premierze Scirocco powstała idea zbudowania samochodu Volkswagena o napędzie na cztery koła.
Silniki
Jako że nie dysponowano wtedy żadnym silnikiem, który mógłby osiągać moce powyżej 200 koni, ani przeniesieniem napędu które pozwalałoby na napęd 4x4, zdecydowano się na zastosowanie dwóch kompletnych zespołów napędowych, były one wyposażone w silniki specjalnie przygotowane do tego celu, ponieważ Volkswagen nie dysponował wtedy jeszcze silnikami o pojemności 1.8 l. Zmodyfikowano silnik o mniejszej pojemności zwiększając skok tłoka do 84,6 mm a średnicę do 81 mm, zastosowano stopień sprężania 10,9:1 i osiągnięto moc 180 koni mechanicznych, był to pierwszy silnik Volkswagena o pojemności 1.8 litra. W wersji 280/4 zastosowano głowice szesnastozaworowe firmy Oettinger, które były stosowane wcześniej w
limitowanej serii samochodów Volkswagen Golf. Volkswagen Motorsport twierdził, że moc każdego z tych silników można bezproblemowo powiększyć do 220 KM.
Skrzynia biegów
Model 360/4
O przełożeniach:
- 1 biegu 2,5:1
- 2 biegu 1,79:1
- 3 biegu 1,42:1
- 4 biegu 1,17:1
- 5 biegu 1,03:1
- przekładnia główna 4,22:1

Nadwozie
Zastosowano klasyczne nadwozie z modelu Scirocco wzmocnione klatką, jedynym ewenementem było mocowanie tylnego zespołu napędowego - była to przednia część z identycznego nadwozia z mocowaniem silnika oraz elementami zawieszenia (z wyjątkiem wahaczy) oraz z dodatkowymi elementami służącymi do zamocowania tego zespołu w miejscu gdzie w klasycznym nadwoziu znajdował się bagażnik i siedzenia pasażerów.
Układ chłodzenia
Układ chłodzenia składał się z dwóch chłodnic umieszczonych z przodu nadwozia (w miejscu gdzie w klasycznym nadwoziu znajduje się chłodnica) przedni układ chłodzenia nie różnił się za bardzo od układu klasycznego, natomiast do tylnego silnika płyn chłodzący był doprowadzany rurami biegnącymi w okolicy tunelu środkowego nadwozia (po stronie pasażera), aż do tylnego silnika.
Układ zasilania
W wersji 360/4 zastosowano układ wtryskowy firmy Pierburg/Zenith – był to system wielopunktowy, mechaniczny. Do synchronizacji napędu silników zastosowano regulację elektroniczną z możliwością przestawiania proporcji mocy przód/tył. W wersji 280/4 zastosowano układ wtryskowy Bosch K-Jetronic zmodyfikowany pod kątem osiągnięcia odpowiedniej mocy.
Prototypy
W 1981 roku powstała wersja 360/4 (360 koni mechanicznych, 4 koła napędzane) z 2 manualnymi, 5-biegowymi skrzyniami biegów. W 1984 roku powstała wersja 280/4 (280 koni mechanicznych, 4 koła napędzane) ten prototyp został wyposażony w dwie automatyczne, 3-stopniowe skrzynie biegów.
- Scirocco 360/4 osiągało prędkość 100 km/h w 4,1 sekundy a 200 km/h w 14,1 sekundy.
- Scirocco 280/4 osiągało prędkość 100 km/h w 4,1 sekundy a 200 km/h w 11,9 sekundy.

Model 280/4 obecnie znajduje się w Volkswagen Classic Fahrzeugpool. Brak ogólnodostępnych informacji o dzisiejszym stanie i miejscu pobytu modelu 360/4.

#### Volkswagen Scirocco II Storm

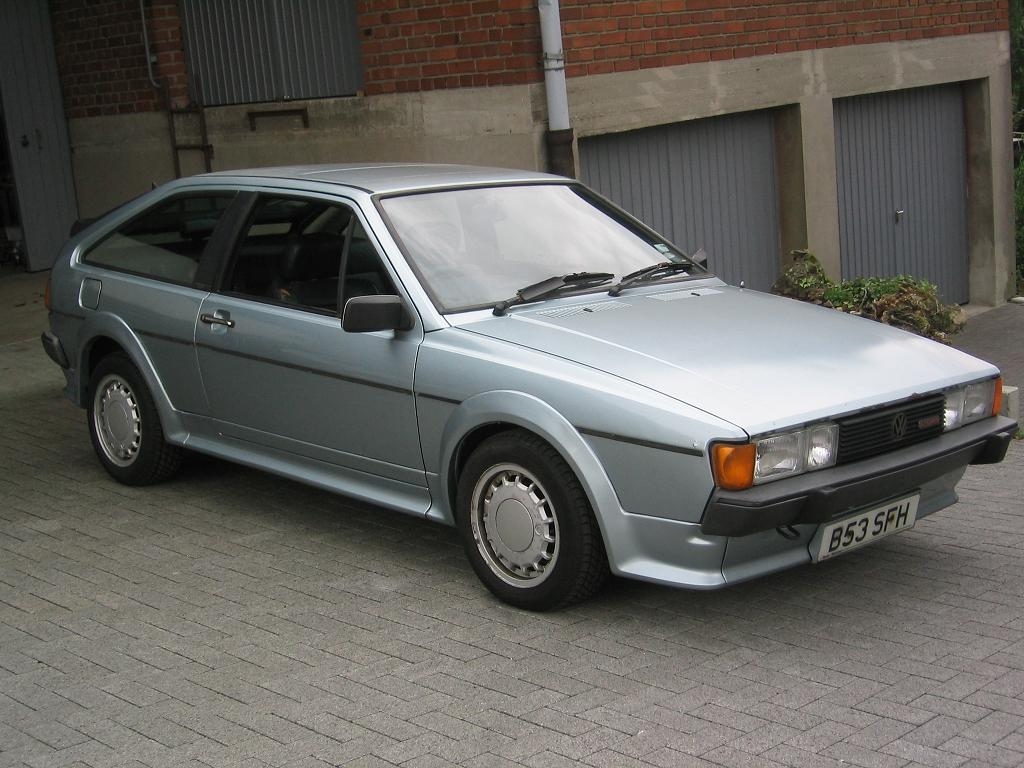
Volkswagen Scirocco II Storm

Volkswagen Scirocco II Storm to model wprowadzony do sprzedaży w 1984 roku, dostępny w kolorach "Hawana brown" oraz "Cosmos blue". Był to pierwszy model Scirocco II ze spoilerami malowanymi w kolorze nadwozia, oraz z "wysokim" (osłaniającym pionowe elementy klapy) spoilerem na tylnej szybie. Zderzaki nie były malowane w kolorze nadwozia, wyposażono go w felgi "Montreal". Do standardowego wyposażenia modelu "Storm" należał szyberdach, spryskiwacze lamp przednich, antena, elektryczne szyby, oraz MFA. Zastosowano silnik o pojemności 1.8 litra, o oznaczeniu DX i mocy 112 KM z wielopunktowym wtryskiem K-Jetronic. Na słupku B umieszczone było logo Karmann. Ogólnie powstało 600 sztuk modelu Storm (po 300 w każdym kolorze).

#### Volkswagen Scirocco II Scala

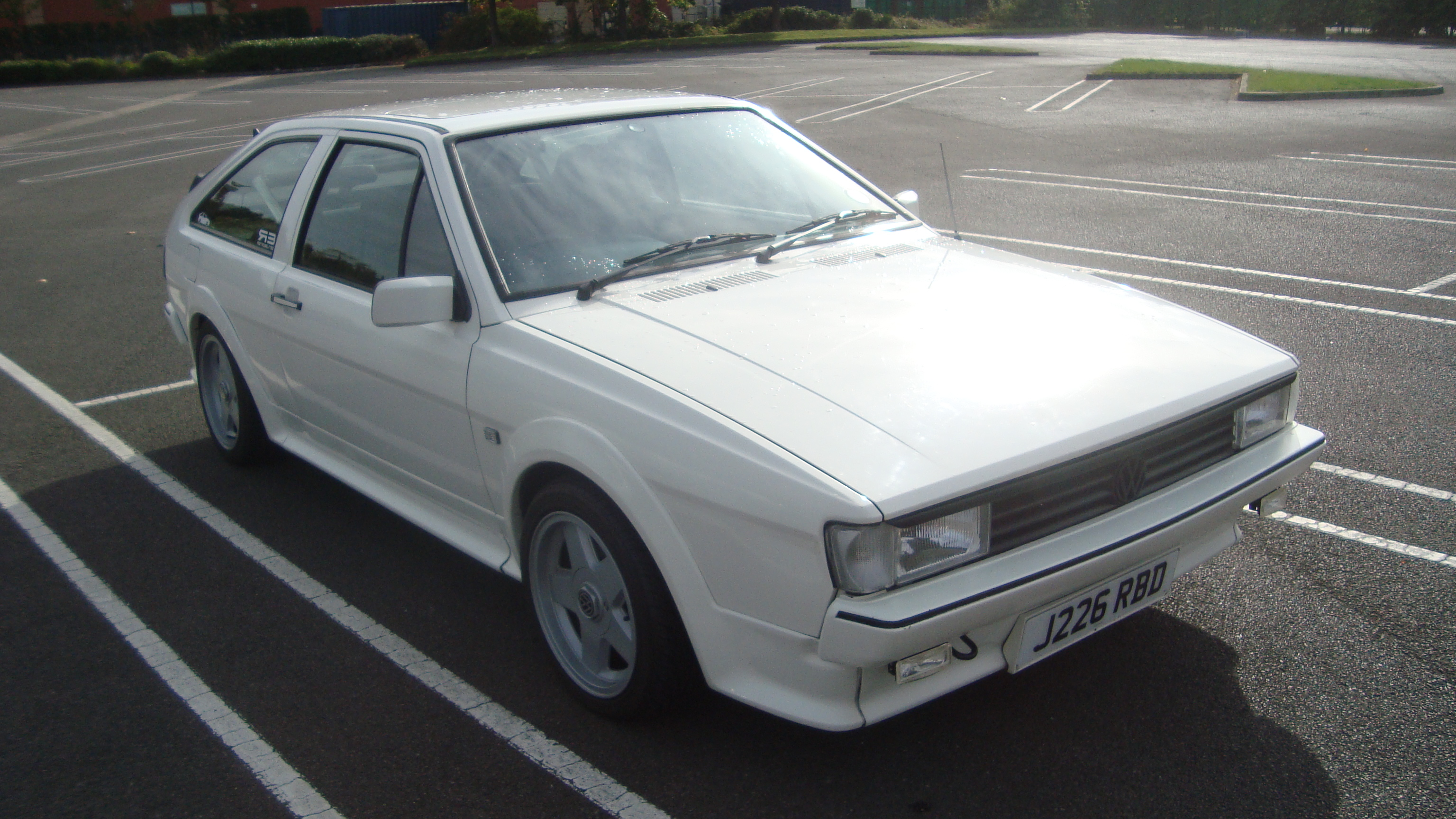
Volkswagen Scirocco II Scala

Model ten wprowadzono do sprzedaży w 1986 roku. Stylistyką nadwozia i wnętrza zajęła się włoska firma SCALLA. Model ten posiadał jako standardowe wyposażenie zderzaki, lusterka oraz ospojlerowanie Zender w kolorze nadwozia, "wysoki" tylny spoiler (zakrywający pionowe elementy klapy), podwójne przednie wycieraczki, wycieraczkę tylnej szyby oraz spryskiwacz tylnej szyby. Charakterystyczna dla tego modelu jest także tapicerka nawiązująca kolorystycznie do koloru nadwozia.
Scirocco Scala dostępny był w kolorach:
- Alpine white (z tapicerką Lasky white)
- Paprika red (z tapicerką Carmine red)
- Helios blue metallic (z tapicerką Mauritius blue)
- Sapphire metallic (z tapicerką Dove grey)

Wersja w kolorze "Alpine white" posiadała lampy tylne z pomalowanymi na biało wystającymi elementami (identycznymi jak w modelu White Cat), w pozostałych wersjach paski te pomalowane były na czarno.
Pod maską modelu Scala można było znaleźć jedną z pięciu jednostek napędowych:
- 1.6 l zasilany gaźnikiem Pierburg 2E2 (72 KM), oznaczenie RE
- 1.6 l zasilany gaźnikiem Pierburg 2E2 (75 KM), oznaczenie EW
- 1.8 l zasilany gaźnikiem Pierburg 2E2 (90 KM), oznaczenie EX
- 1.8 l zasilany wtryskiem KE-Jetronic (95 KM), oznaczenie JH
- 1.8 l zasilany wtryskiem K-Jetronic (112 KM), oznaczenie DX

Scala miała być modelem o limitowanej liczbie egzemplarzy jednak podczas produkcji zmieniono decyzję i postanowiono, że będzie ona zastępować model GTX.

#### Volkswagen Scirocco II Slegato
Volkswagen Scirocco II Slegato to model na rynek kanadyjski. Samochód ten bazował na modelu Scala zgodnym ze "specyfikacją amerykańską" (inne zderzaki, lusterka, lampy przednie). Był dostępny w dwóch kolorach: "Paparika red" oraz "Helios blue". Do standardowego wyposażenia należały: 14-calowe aluminiowe felgi, wzór "Avus", zderzaki, lusterka i ospoilerowanie Zender w kolorze nadwozia, podgrzewane lusterka, podgrzewane siedzenia, klimatyzacja, MFA, woltomierz wbudowany obok popielniczki, wysoki spoiler na tylnej szybie (osłaniający pionowe elementy tylnej klapy), "szerokie" listwy boczne, wycieraczka i spryskiwacz tylnej szyby, podwójne wycieraczki szyb przednich, wyklejany czarnym laminatem słupek B, oraz loga SLEGATO umieszczone na słupkach B i logo Karmann umieszczone na przednich błotnikach.

#### Volkswagen Scirocco II Wolfsburg Edition
Volkswagen Scirocco II Wolfsburg Edition produkowany w latach 1983-1985 i sprzedawany wyłącznie na rynku amerykańskim. Wersja ta była dostępna jedynie z silnikiem o pojemności 1.8 litra i mocy 90 KM. Nadwozie nie było wyposażone w ospoilerowanie, specjalne lusterka i powiększone zderzaki (tzw "specyfikacja amerykańska") były lakierowane w kolorze nadwozia, na tylnej szybie znajdował się "niski" (nie osłaniający pionowych części klapy) spoiler, a tylna szyba nie posiadała wycieraczki. Na przednich błotnikach umieszczono okrągłe, wypukłe naklejki "Wolfsburg Edition", a na laminowanych na czarno słupkach B znaczki KARMANN, identyczne jak w modelu STORM. Jako standardowe wykorzystano tutaj aluminiowe felgi o rozmiarze 13 cali wykorzystywane wcześniej w modelu GTI. W 1984 roku standardowe kolory modelu Wolfsburg Edition: "Black metalic" oraz "Zermatt silver" zmienione zostały na "Alpine white", "Black" oraz "Flash silver". Kolor "Mars red" jest dostępny od początku 1983 do roku 1985 w którym to zostaje zamieniony on na "Tornado red".

#### Volkswagen Scirocco II California Edition
Volkswagen Scirocco II California Edition to wersja jubileuszowa, przeznaczona wyłącznie na rynek amerykański. W 1983 roku wyprodukowano 500 sztuk tego samochodu dla uczczenia 600 000 egzemplarza modelu Scirocco (506109 sztuk Scirocco I oraz 93891 sztuk Scirocco II).
Samochód był konstrukcją opartą na modelu Wolfsburg Edition wyposażoną w spoilery Kamei X1, stosowane w pierwszych wersjach modelu GTX, lakierowane w kolorze nadwozia "Zermatt silver". Samochód napędzany był silnikiem o pojemności 1.8 litra i mocy 90 KM. Powiększone zderzaki i zmienione w stosunku do "europejskich" lusterka zgodne ze "specyfikacją amerykańską" nie były lakierowane, na słupku B (w kolorze nadwozia) umieszczono logo KARMANN. Pomimo zastosowania niezwykle futurystycznego ospoilerowania w modelu California Edition spoiler na tylnej szybie był w wersji "niskiej" (nie zasłaniający pionowych elementów klapy) a listwy boczne w wersji "cienkiej". Do standardu nadwoziowego tego modelu zaliczały się również 14-calowe aluminiowe felgi "Avus".

#### Volkswagen Scirocco II White Cat

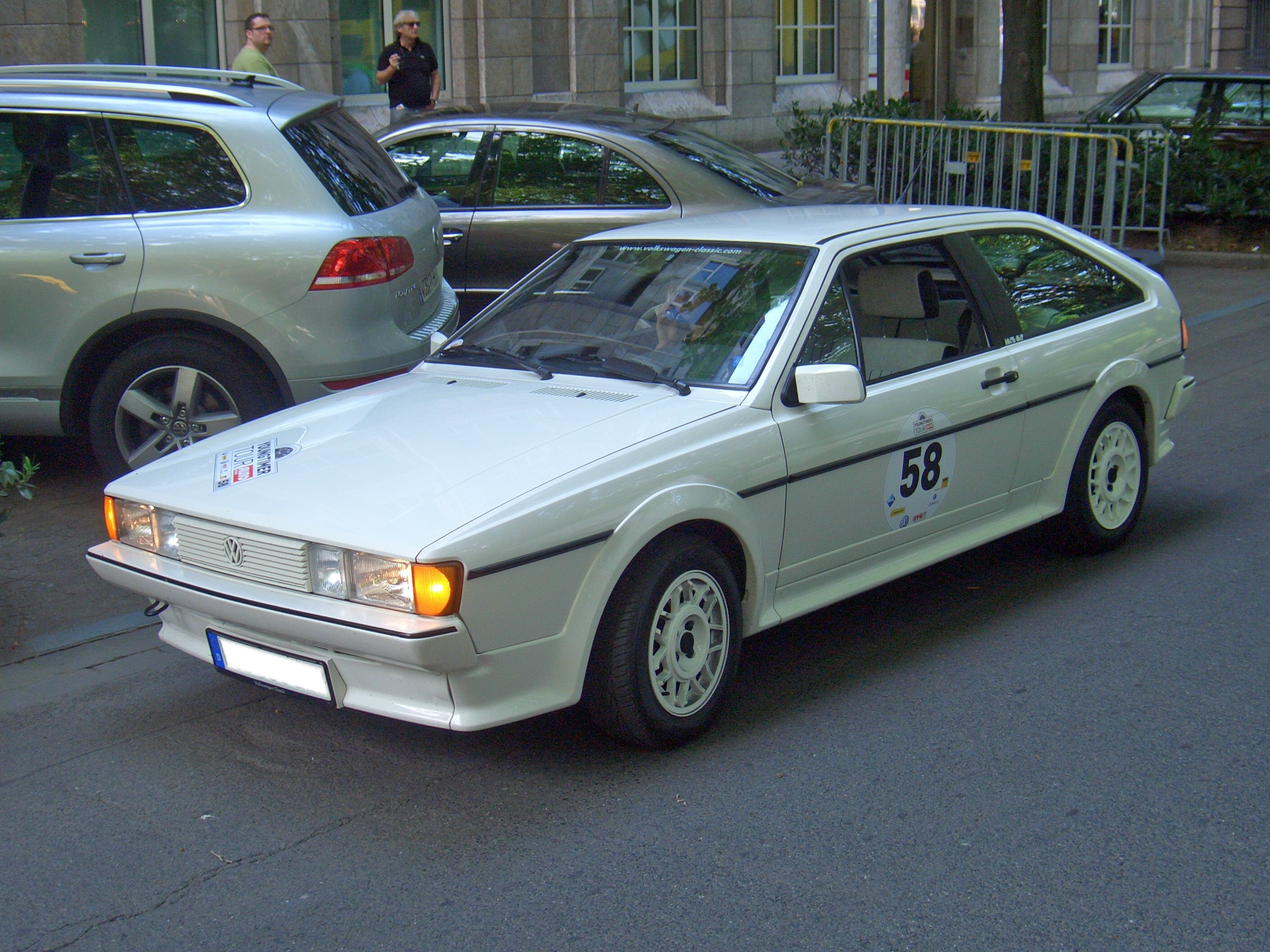
Volkswagen Scirocco II White Cat

Volkswagen Scirocco II White Cat miał charakterystyczną stylistykę w kolorze białym. Wprowadzony został podczas szerokich zmian modelowych w rodzinie VW Scirocco mających miejsce w 1985 roku. Jest on uznawany za wzbogaconą wersję Scirocco II GT. Nadwozie pomalowane było na kolor "Alpine white" wraz ze spoilerami, lusterkami, zderzakami oraz wystającymi elementami lamp tylnych, wyposażone w "szerokie" listwy boczne, "niski" tylny spoiler (nie zakrywający pionowych elementów klapy tylnej), podwójny układ przednich wycieraczek, wycieraczkę tylną, pokryty czarnym laminatem słupek B z umieszczonym na nim logiem "White Cat" oraz stalowymi felgami z modelu GT pomalowanymi w kolorze nadwozia. Samochód wyposażony był fabrycznie w przyciemniane szyby. Standardowym wyposażeniem był też radiomagnetofon "Gamma" firmy Blaupunkt, 4 głośniki oraz antena trwale w dachu jak model 16V.
Dostępny był w trzech wersjach silnikowych:
- 1.6 l zasilany gaźnikiem z 4-biegową skrzynią biegów (wersja 4+E oraz automatyczna dostępne były za dopłatą).
- 1.8 l zasilany gaźnikiem z 4-biegową skrzynią biegów z nadbiegiem ekonomicznym (4+E) lub za dopłatą ze skrzynią automatyczną.
- 1.8 l zasilany wtryskiem K-Jetronic z 5-biegową "sportową" skrzynią biegów.

#### Volkswagen Scirocco II Tropic
Volkswagen Scirocco II Tropic wyprodukowany był w niewielkiej liczbie egzemplarzy (2622). Jego produkcję rozpoczęto w 1986 roku. Pojazd występował w czterech wersjach silnikowych:
- silnik 1.6 l. Zasilany gaźnikiem, współpracował z 4-biegową skrzynią biegów.
- silnik 1.8 l. Zasilany gaźnikiem, współpracował z 4-biegową skrzynią biegów z nadbiegiem: 4+E.
- silnik 1.8 l. (z katalizatorem) Zasilany wtryskiem KE-Jetronic, współpracował z 5 biegową skrzynią biegów.
- silnik 1.8 l. Zasilany wtryskiem KE-Jetronic, współpracował z 5 biegową skrzynią biegów.

Nadwozie miało lusterka i spoilery lakierowane w kolorze nadwozia, podwójne przednie reflektory, "grube" listwy boczne, "wysoki" (zachodzący na pionowe elementy klapy) tylny spoiler, wycieraczkę szyby tylnej, oraz podwójny układ wycieraczek przednich. Zderzaki nie były lakierowane w kolorze nadwozia. Słupek B był oklejony czarnym laminatem, oraz posiadał logo wersji TROPIC. Wyposażano go w felgi aluminiowe "Avus", a lakierowano w dwóch kolorach "Medison turquoise" i "Kiwi brown". Do standardowego wyposażenia należało radio stereofoniczne "Beta", firmy Blaupunkt.